# Ушаковка (село, Севастополь)
Ушако́вка (укр. Ушаковка, крымскотат. Uşakovka, Ушаковка) — село в Балаклавском районе Севастополя. Одно из отделений агропромышленной фирмы «Золотая Балка». Население — 447 человек на 1998 год. Согласно административно-территориальному делению УССР и Украины с 1957 года не имел статуса отдельного населённого пункта в составе Балаклавского района Севастопольского горсовета, однако с 23 июля 2019 года был восстановлен как отдельный населенный пункт в составе Балаклавского района города Севастополя.

## География
Площадь села 4,5 гектара — самое маленькое село округа. Расположено на западе района, примерно в 2 км к западу от Балаклавы, на 11-м километре Балаклавского шоссе.
К югу от Ушаковки находится Кадыковский карьер.

## История
Первые населённые пункты на месте Ушаковки отмечены на верстовой карте 1889—1890 года — несколько частных хуторов, много частных дач, согласно «Статистическому справочнику Таврической губернии. — Ч. 2-я. Статистический очерк, выпуск восьмой Ялтинский уезд, 1915 год», числилось приписанными к деревне Карань Балаклавскоо округа Ялтинского уезда и, как хутора, в составе Караньского сельсовета Севастопольского района по результатам Всесоюзной переписи 1926 года — например, хутора Н. и И. Бамбуко, существовавшие на месте села ещё на первой карте. Началом истории собственно села Ушаковка считается 1949 год, когда здесь появились первые переселенцы из центральных областей России. 7 мая 1957 года сёла района были переданы в подчинение городскому совету Севастополя и Ушаковка лишилась статуса отдельного населённого пункта. На 1998 год в селе числилось 447 человек. Ранее в селе была начальная школа, закрытая в процессе укрупнения ещё в советский период, тогда же был закрыт клуб. В селе две улицы — Клубная и Неглинная.
В соответствии с законом города Севастополя от 3 июня 2014 года № 17 − ЗС «Об установлении границ и статусе муниципальных образований в городе Севастополе» в составе новообразованного Балаклавского муниципального округа Балаклавского района были воссозданы упразднённые в 1957 году некоторые населённые пункты, включая 3-е отделение Золотой Балки, частью которого стали бывшие посёлок 10-й километр и село Ушаковка.
Законом города Севастополя от 23 июля 2019 года № 518-ЗС в административное деление города федерального значения Севастополя был включён отдельный сельский населённый пункт село Ушаковка.